# Městská památková zóna Ostrava-Poruba

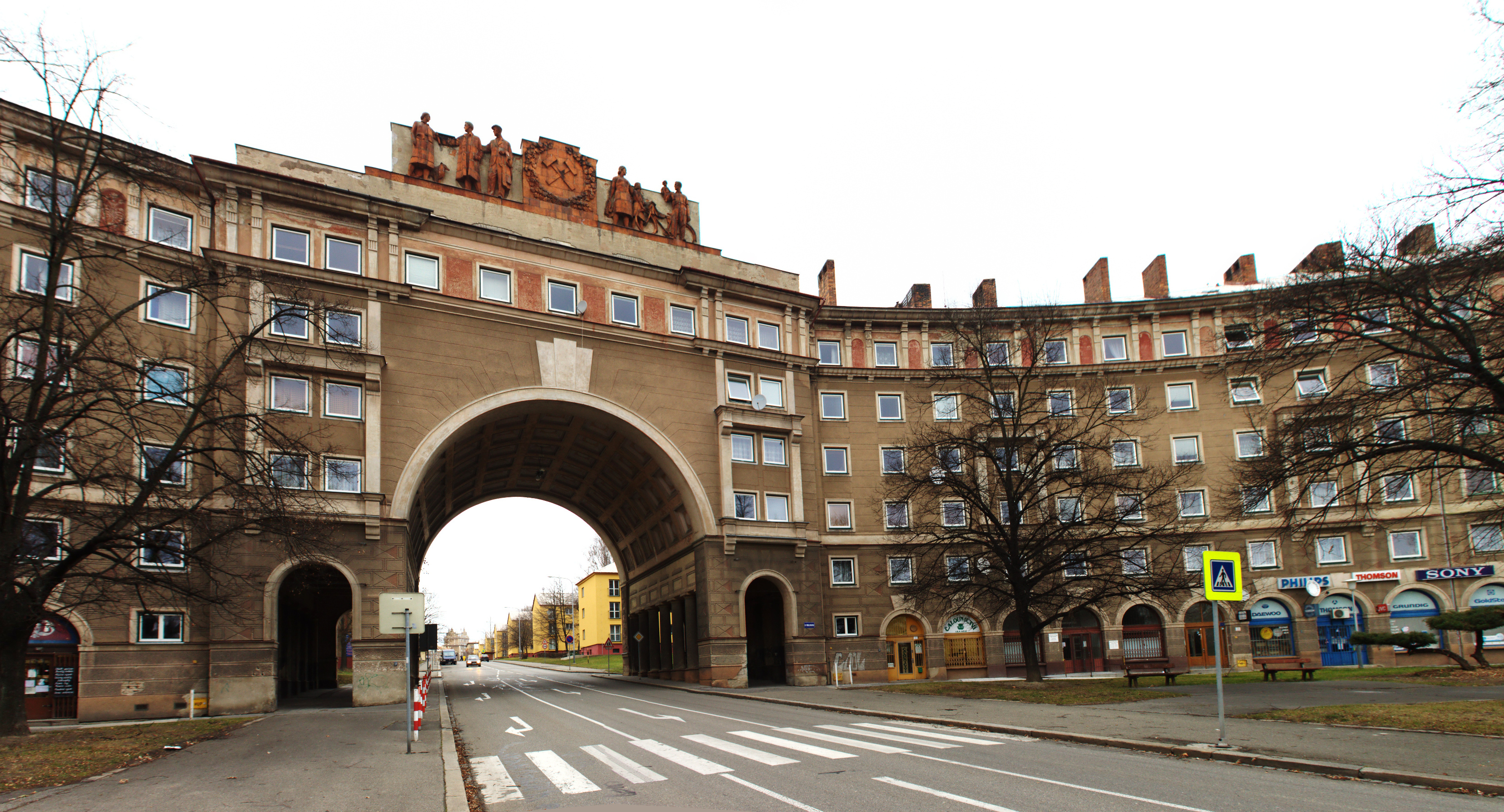
Oblouk, Ostrava-Poruba

Městská památková zóna Ostrava-Poruba je jednou ze čtyř městských památkových zón v Ostravě. MPZ byla vyhlášena v roce 2003 a to vyhláškou Ministerstva kultury číslo 108/2003 Sb. ze dne 1. dubna 2003 o prohlášení území s historickým prostředím ve vybraných městech a obcích za památkové zóny a určování podmínek pro jejich ochranu. Číslo rozhodnutí: 2003108. MPZ Ostrava-Poruba lze charakterizovat jako jednotně vybudovaný městský celek z padesátých let 20. století ve stylu socialistického realismu.
MPZ Ostrava-Poruba se nachází na katastrálním území č. 1071607496 - Ostrava - Poruba a zahrnuje 53 objektů.

## Seznam objektů MPZ Ostrava-Poruba
| Název                               | Lokalita                                     | Adresa                                                | Anotace | Katalogové číslo |
| zámek                               | Poruba; Stará Poruba                         | nábřeží Svazu protifašist. bojovníků 60               | Původně trojkřídlý renesanční zámek vybudován přestavbou tvrze v roce 1573. Stavba upravována v 18. a v 19. století, ve 2. polovině 20. století zbořeno východní křídlo a nahrazeno novostavbou.                                                               | 1000147778       |
| Wichterlovo gymnázium               | Poruba; První Obvod                          | Čs. exilu č.p. 669/16                                 | Čtyřpodlažní budova nepravidelného půdorysu s bočními křídly a vstupním portikem s terasou postavená v klasicizujícím stylu v letech 1958-1959 podle projektu S. Hubičky. Reliéfní výzdoba od Antonína Kalvody.                                                | 1004418566       |
| městský dům                         | Poruba; První Obvod                          | Matěje Kopeckého č.p. 556/2                           | Čtyřpatrový městský nárožní dům nepravidelného půdorysu ve stylu socialistického realismu postaven dle projektu Borise Jelčaninova v roce 1956. Sgrafitová výzdoba od V. Berky a L. Syneckého. Součást obytného bloku zv. Věžičky.                             | 1006176828       |
| schodiště                           | Poruba                                       |                                                       | Schodiště do suterénu z jihozápadní strany domu. | 1006176828_0001  |
| městský dům                         | Druhý Obvod I; Poruba                        | 17. listopadu č.p. 677/44                             | Obytný městský nárožní dvoukřídlý dům na půdorysu písmene L, postavený ve stylu tzv. socialistického realismu podle projektu arch. Vladimíra Meduny a Borise Jelčaninova v roce 1957. Součást jednotně řešené blokové zástavby kolem Hlavní třídy.             | 1019219883       |
| Dům kultury Poklad                  | Kroměříž; Poruba; První Obvod; Vnitřní Město | Matěje Kopeckého č.p. 675/21                          | Hmotově členitá architektura kulturního domu na půdorysu písmene T v klasicizujícím stylu s výzdobou ve stylu socialistického realismu a modernismu, postavená podle projektu architekta Jiřího Petrusiaka, Čeňka Vorla a Františka Michališe v roce 1958.     | 1160997037       |
| městský dům                         | Druhý Obvod I; Poruba                        | Hlavní třída č.p. 678/118                             | Pětipatrový nárožní obytný městský dům na půdorysu písmene T s podloubím, postavený ve stylu tzv. socialistického realismu v roce 1956 podle projektu Ing. Borise Jelčaninova z roku 1955, jako součást jednotně koncipované blokové zástavby Hlavní třídy.    | 1194569272       |
| městský dům                         | Poruba; První Obvod                          | Porubská č.p. 555/30                                  | Čtyřpatrový městský dům nepravidelného půdorysu, postavený v 1. polovině 50. let 20. století ve stylu tzv. socialistického realismu, doplněný sgrafitovou výzdobou V. Berky a L. Syneckého z roku 1956. Součást jednotně řešeného bloku domů zv. Věžičky.      | 1257091791       |
| městský dům                         | Druhý Obvod I; Poruba                        | Hlavní třída č.p. 698/92                              | Obytný městský dům s obchodním parterem a průjezdní částí byl postaven ve stylu tzv. socialistického realismu podle projektu Borise Jelčaninova v roce 1954 jako součást jednotně koncipované blokové zástavby vymezující Hlavní třídu.                        | 1261556440       |
| městský dům                         | Poruba; První Obvod                          | Hlavní třída č.p. 567/75                              | Nárožní obytný dům s plochostropým loubím a obchodním parterem, postavený podle projektu Borise Jelčaninova v roce 1955, projev socialistického realismu doplněný sochařskou výzdobou atiky. Součást jednotně koncipované blokové zástavby Hlavní třídy.       | 1283508373       |
| sousoší Zemědělství                 | Poruba                                       | Hlavní třída č.p. 567/75                              | Zemědělství, sousoší Vladislava Gajdy a Jiřího Myszaka z r. 1957, osazené na atice. Bohyně úrody Deméter s jablkem a věncem navlečeným na pravé ruce, žnečka a mladá dívka se snopem obilí. Původně součást alegorické skupiny Kultura, Zemědělství a Průmysl. | 1283508373_0001  |
| sousoší Kultura a Průmysl           | Poruba                                       | Hlavní třída č.p. 567/75                              | Kultura, sousoší Vladislava Gajdy a Jiřího Myszaka z r. 1957, osazené na atice. Žena s lyrou v ruce a lipovou ratolestí, mladý dělník v pracovní zástěře s kladivem v ruce a jinošský akt. Původně součást alegorické skupiny Kultura, Zemědělství a Průmysl.  | 1283508373_0002  |
| městský dům                         | Druhý Obvod I; Poruba                        | Hlavní třída č.p. 687/100                             | Šestipodlažní nárožní dům s obchodním parterem postavený ve stylu tzv. socialistického realismu podle projektu Borise Jelčaninova v roce 1953. Součást jednotně řešené blokové zástavby podél Hlavní třídy.                                                    | 1355658304       |
| městský dům                         | Druhý Obvod I; Poruba                        | Hlavní třída č.p. 699/90                              | Obytný městský dům s obchodním parterem a průjezdem, postavený ve stylu socialistického realismu podle projektu Borise Jelčaninova v polovině 50. let 20. století. Součást jednotně řešené blokové zástavby vymezující Hlavní třídu.                           | 1380407981       |
| městský dům, z toho jen č. o. 97    | Poruba; První Obvod                          | č.p. 583                                              | Šestipodlažní nárožní obytný dům s podloubím a obchodním parterem postavený podle projektu Borise Jelčaninova v letech 1953-1954 ve stylu socialistického realismu. Součást blokové zástavby Hlavní třídy.                                                     | 1381359498       |
| soubor obytných domů zvaný „Oblouk“ | Poruba; První Obvod                          | U Oblouku č.p. 501/10; 11; 12; 2; 3; 4; 5; 6; 7; 8; 9 | Blok dvanácti obytných domů dispozičně řazených do oblouku, s nárožním věžovým domem, dvěma průjezdy a dochovanou sgrafitovou výzdobou na průčelí. Domy byly postaveny v 1. polovině 50. let 20. století ve stylu tzv. socialistického realismu.               | 1471198486       |
| městský dům (Oblouk)                | Poruba                                       | U Oblouku č.p. 511/2                                  | Součást bloku obytných domů, tzv. Oblouku, který byl postaven v 1. polovině 50. let 20. století ve stylu tzv. socialistického realismu. Sedmipodlažní nárožní, rizalitově vystupující dům.                                                                     | 1471198486_0001  |
| městský dům (Oblouk)                | Poruba                                       | U Oblouku č.p. 501/2                                  | Součást bloku obytných domů, tzv. Oblouku, který byl postaven v 1. polovině 50. let 20. století ve stylu tzv. socialistického realismu. Šestipodlažní dům ve frontě domů, o třech okenních osách.                                                              | 1471198486_0002  |
| městský dům (Oblouk)                | Poruba                                       | U Oblouku č.p. 501/3                                  | Součást bloku obytných domů, tzv. Oblouku, který byl postaven v 1. polovině 50. let 20. století ve stylu tzv. socialistického realismu. Šestipodlažní obytný dům ve frontě domů, o sedmi okenních osách, s obchodním parterem.                                 | 1471198486_0003  |
| městský dům (Oblouk)                | Poruba                                       | U Oblouku č.p. 501/4                                  | Součást bloku obytných domů, tzv. Oblouku, který byl postaven v 1. polovině 50. let 20. století ve stylu tzv. socialistického realismu. Šestipodlažní obytný dům ve frontě domů, o sedmi okenních osách s obchodním parterem.                                  | 1471198486_0004  |
| městský dům (Oblouk)                | Poruba                                       | U Oblouku č.p. 501/5                                  | Součást bloku obytných domů, tzv. Oblouku, který byl postaven v 1. polovině 50. let 20. století ve stylu tzv. socialistického realismu. Šestipodlažní obytný dům ve frontě domů, o sedmi okenních osách s obchodním parterem.                                  | 1471198486_0005  |
| městský dům (Oblouk)                | Poruba                                       | U Oblouku č.p. 501/6                                  | Součást bloku obytných domů, tzv. Oblouku, který byl postaven v 1. polovině 50. let 20. století ve stylu tzv. socialistického realismu. Šestipodlažní průjezdní obytný dům ve frontě domů, o osmi okenních osách s obchodním parterem.                         | 1471198486_0006  |
| městský dům (Oblouk)                | Poruba                                       | U Oblouku č.p. 501/7                                  | Součást bloku obytných domů, tzv. Oblouku, který byl postaven v 1. polovině 50. let 20. století ve stylu tzv. socialistického realismu. Šestipodlažní průjezdní dům ve frontě domů, o sedmi okenních osách s obchodním parterem.                               | 1471198486_0007  |
| městský dům (Oblouk)                | Poruba                                       | U Oblouku č.p. 501/8                                  | Součást bloku obytných domů, tzv. Oblouku, který byl postaven v 1. polovině 50. let 20. století ve stylu tzv. socialistického realismu. Šestipodlažní obytný dům ve frontě domů, o sedmi okenních osách s obchodním parterem.                                  | 1471198486_0008  |
| městský dům (Oblouk)                | Poruba                                       | U Oblouku č.p. 501/9                                  | Součást bloku obytných domů, tzv. Oblouku, který byl postaven v 1. polovině 50. let 20. století ve stylu tzv. socialistického realismu. Šestipodlažní průjezdní obytný dům ve frontě domů, o sedmi okenních osách s obchodním parterem.                        | 1471198486_0009  |
| městský dům (Oblouk)                | Poruba                                       | U Oblouku č.p. 501/10                                 | Součást bloku obytných domů, tzv. Oblouku, který byl postaven v 1. polovině 50. let 20. století ve stylu tzv. socialistického realismu. Šestipodlažní průjezdní obytný dům ve frontě domů, o sedmi okenních osách s obchodním parterem.                        | 1471198486_0010  |
| městský dům (Oblouk)                | Poruba                                       | U Oblouku č.p. 501/11                                 | Součást bloku obytných domů, zvaného Oblouk, který byl postaven v 1. polovině 50. let 20. století ve stylu tzv. socialistického realismu. Šestipodlažní objekt o třech okenních osách s obchodním parterem.                                                    | 1471198486_0011  |
| městský věžový dům (Oblouk)         | Poruba                                       | U Oblouku č.p. 500/12                                 | Součást bloku obytných domů, tzv. Oblouku, který byl postaven v 1. polovině 50. let 20. století ve stylu tzv. socialistického realismu. Devítipodlažní věžicová budova na okraji celého bloku, doplněná polygonální obytnou hmotou s cibulovou střechou.       | 1471198486_0012  |
| spojovací „trakt“ (Oblouk)          | Poruba                                       |                                                       | Součást bloku obytných domů, tzv. Oblouku, který byl postaven v 1. polovině 50. let 20. století ve stylu tzv. socialistického realismu. Spojovací průchozí pětipodlažní trakt navazuje ze západní strany na další obytný blok domů.                            | 1471198486_0013  |
| reliéf                              | Poruba                                       | U Oblouku 506/7                                       | Reliéf od Antonína Širůčka z let 1951–1952 nad vstupní branou zobrazuje odchod do práce, matku se psem loučící se se synem, který jde zřejmě poprvé do práce v doprovodu otce, hornický znak a vítání matky a dcery s otcem vracejícím se z práce.             | 1471198486_0701  |
| soubor městských domů               | Druhý Obvod I; Poruba                        | Hlavní třída č.p. 684/106; 108                        | Obytný blok dvou městských domů s obchodním parterem a centrální průjezdní hmotou, postavený v roce 1953 podle projektu Borise Jelčaninova ve stylu tzv. socialistického realismu. Komplex je součástí jednotně řešené zástavby po stranách Hlavní třídy.      | 1551276528       |
| městský dům                         | Poruba                                       | Hlavní třída č.p. 683/108                             | Jeden z domů obytného bloku dvou městský domů s obchodním parterem a dominantní centrální částí s průjezdem, postavený v roce 1953 podle projektu Borise Jelčaninova ve stylu tzv. socialistického realismu.                                                   | 1551276528_0001  |
| městský dům                         | Poruba                                       | Hlavní třída č.p. 684/106                             | Jeden z domů obytného bloku dvou městský domů s obchodním parterem a dominantní centrální částí s průjezdem, postavený v roce 1953 podle projektu Borise Jelčaninova ve stylu tzv. socialistického realismu.                                                   | 1551276528_0002  |
| schodiště                           | Poruba                                       |                                                       | Schodiště do suterénu z dvorní strany objektu. | 1551276528_0101  |
| městský dům                         | Poruba; První Obvod                          | 17. listopadu č.p. 593/42                             | Šestipodlažní obytný dům členitého půdorysu s obchodním parterem na nároží blokové zástavby ulice 17. listopadu postaven ve stylu tzv. socialistického realismu v roce 1955, podle projektu Borise Jelčaninova z roku 1954.                                    | 1667587680       |
| městský dům                         | Druhý Obvod I; Poruba                        | Hlavní třída č.p. 705/78                              | Osmipodlažní obytný dům s obchodním parterem na nároží blokové zástavby, z níž rizalitově vystupuje, postavený v 50. letech 20. století ve stylu socialistického realismu podle projektu Borise Jelčaninova.                                                   | 1671040090       |
| soubor městských domů               | Poruba; První Obvod                          | Porubská č.p. 549/18; 20                              | Dvojice navazujících obytných domů, postavených v roce 1956 podle projektu Borise Jelčaninova a urbanistického návrhu Miloslava Čtvrtníčka. Součást obytného bloku zv. Věžičky, postaveného ve stylu tzv. socialistického realismu.                            | 1672451976       |
| městský dům                         | Poruba                                       | Porubská 549/18                                       | Pětipodlažní obytný dům o osmi okenních osách v průčelí, s balustrovou atikou, navazující na obytný dům stejného čísla popisného na nároží obytného bloku s přízemní krytou terasou při bočním průčelí. Součást obytného bloku zv. Věžičky z roku 1956.        | 1672451976_0001  |
| městský dům                         | Poruba                                       | Porubská č.p. 549/20                                  | Mírně odsazený pětipodlažní obytný dům v blokové zástavbě, o devíti okenních osách v průčelí, s balustrovou atikou, navazující na obytný dům stejného čísla popisného. Součást obytného bloku zv. Věžičky z roku 1956.                                         | 1672451976_0002  |
| soubor městských domů               | Poruba; První Obvod                          | Hlavní třída č.p. 557/87; 89; 91; 93; 95              | Obytný blok městských domů s obchodním parterem a průjezdem, postavený ve stylu tzv. socialistického realismu podle projektu Borise Jelčaninova v 1. pol. 50. let 20. století. Součást jednotně řešené blokové zástavby Hlavní třídy.                          | 1684016124       |
| městský dům I.                      | Poruba                                       | Hlavní třída 557/87                                   | Průjezdní obytný městský dům v blokové zástavbě na půdorysu písmene L, s průčelím o deseti okenních osách a obchodním parterem, podél páteřní Hlavní třídy. Součást obytného bloku domů.                                                                       | 1684016124_0001  |
| městský dům II.                     | Poruba                                       | Hlavní třída 557/89                                   | Průjezdní obytný městský dům v blokové zástavbě na půdorysu písmene L, s průčelím o deseti okenních osách a obchodním parterem, podél páteřní Hlavní třídy. Součást obytného bloku domů.                                                                       | 1684016124_0002  |
| městský dům III.                    | Poruba                                       | Hlavní třída 557/91                                   | Šestipodlažní městský dům v blokové zástavbě, s průčelím o šesti okenních osách a obchodním parterem, podél páteřní Hlavní třídy. Součást obytného bloku domů.                                                                                                 | 1684016124_0003  |
| městský dům IV.                     | Poruba                                       | Hlavní třída 557/93                                   | Šestipodlažní městský dům v blokové zástavbě, s průčelím o šesti okenních osách a obchodním parterem, podél páteřní Hlavní třídy. Součást obytného bloku domů.                                                                                                 | 1684016124_0004  |
| městský dům V.                      | Poruba                                       | Hlavní třída č.p. 557/95                              | Nárožní šesti- a sedmipodlažní městský dům v blokové zástavbě, s průčelím o šesti okenních osách a obchodním parterem, podél páteřní Hlavní třídy. Součást obytného bloku domů.                                                                                | 1684016124_0005  |
| soubor městských domů               | Poruba; První Obvod                          | Porubská č.p. 552/24; 26; 28                          | Čtyřpatrový obytný městský dům s obchodním parterem, postavený ve stylu socialistického realismu podle projektu Borise Jelčaninova v roce 1956. Dům je součástí jednotně koncipovaného bloku městských domů zv. Věžičky.                                       | 1747185716       |
| městský dům                         | Poruba                                       | Porubská č.p. 552/24                                  | Mírně vtažený pětipodlažní obytný dům v blokové zástavbě, s obchodním parterem. Průčelí o devíti okenních osách s balustrovou atikou. Součást obytného bloku zv. Věžičky z roku 1956.                                                                          | 1747185716_0001  |
| městský dům                         | Poruba                                       | Porubská 552/26                                       | Mírně vtažený pětipodlažní obytný dům v blokové zástavbě, s obchodním parterem. Průčelí o osmi okenních osách. Součást obytného bloku zv. Věžičky z roku 1956.                                                                                                 | 1747185716_0002  |
| městský dům                         | Poruba                                       | Porubská 552/28                                       | Mírně vtažený pětipodlažní obytný dům v blokové zástavbě, s obchodním parterem. Průčelí o osmi okenních osách. Součást obytného bloku zv. Věžičky z roku 1956.                                                                                                 | 1747185716_0003  |
| městský dům                         | Druhý Obvod I; Poruba                        | Hlavní třída č.p. 695/98                              | Nárožní šesti- a sedmipodlažní obytný dům s obchodním parterem, postavený ve stylu tzv. socialistického realismu v roce 1956 podle projektu Borise Jelčaninova. Součást jednotně řešené blokové zástavby vymezující Hlavní třídu a Alšovo náměstí.             | 1768189340       |
| městský dům                         | Poruba; První Obvod                          | Porubská č.p. 551/22                                  | Věžový obytný městský dům s průchodem, postavený v roce 1956 podle projektu Borise Jelčaninova a urbanistického návrhu Miloslava Čtvrtníčka. Součást a zároveň dominanta obytného bloku zv. Věžičky, postaveného ve stylu tzv. socialistického realismu.       | 1793174937       |
| městský dům                         | Poruba; První Obvod                          | Hlavní třída č.p. 592/115                             | Obytný městský nárožní dům na půdorysu písmene T s obchodním parterem, postavený ve stylu tzv. socialistického realismu podle projektu Borise Jelčaninova a Vladimíra Meduny v roce 1954. Součást jednotně řešené blokové zástavby kolem Hlavní třídy.         | 1836316688       |

Blíže Památkový Katalog a Mapa Památkového katalogu.

## Galerie

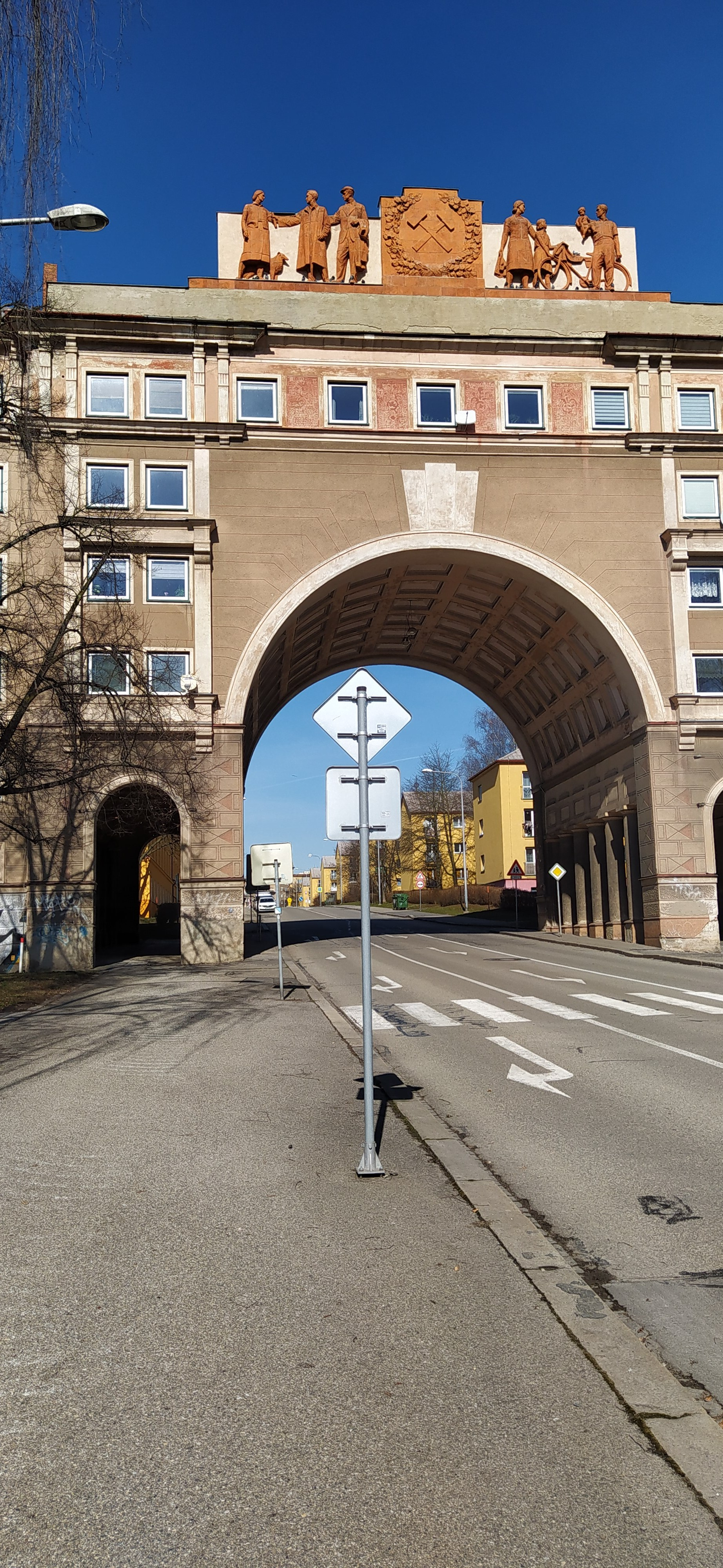
Oblouk, Ostrava-Poruba
Oblouk, Ostrava-Poruba
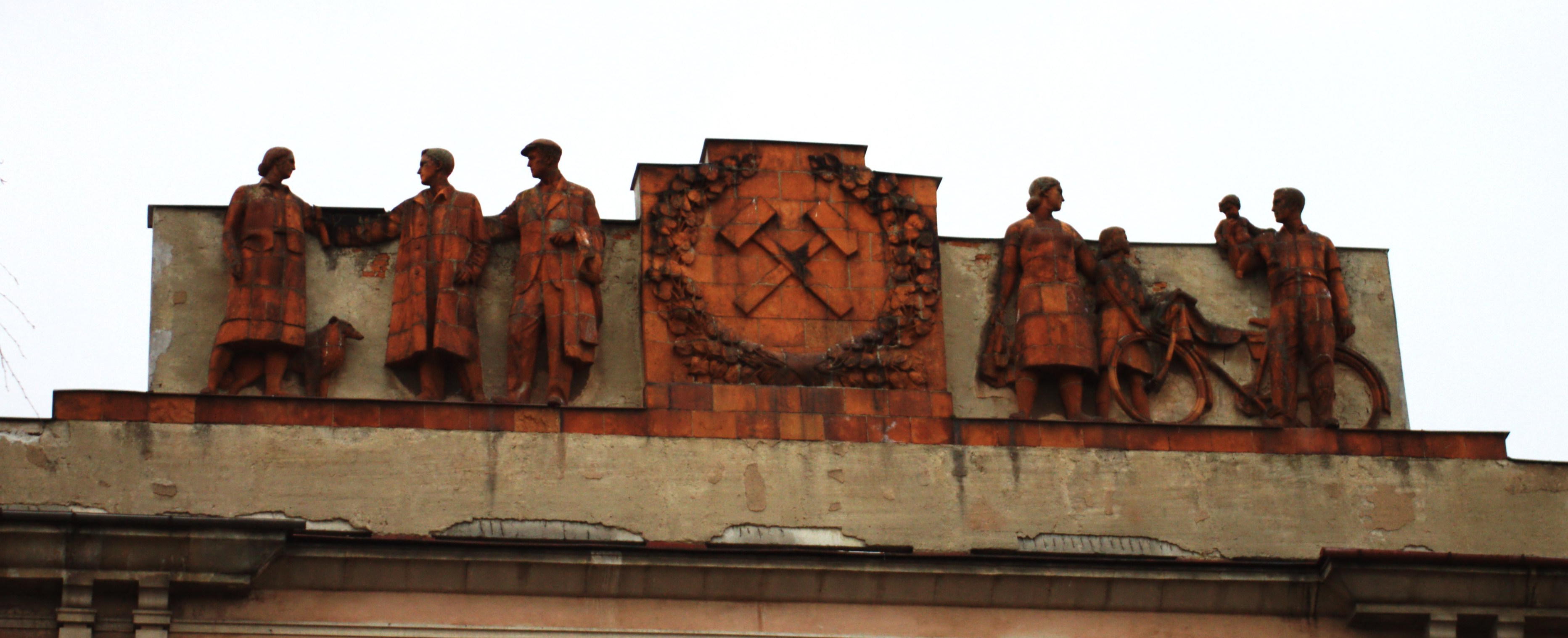
Oblouk, Ostrava-Poruba
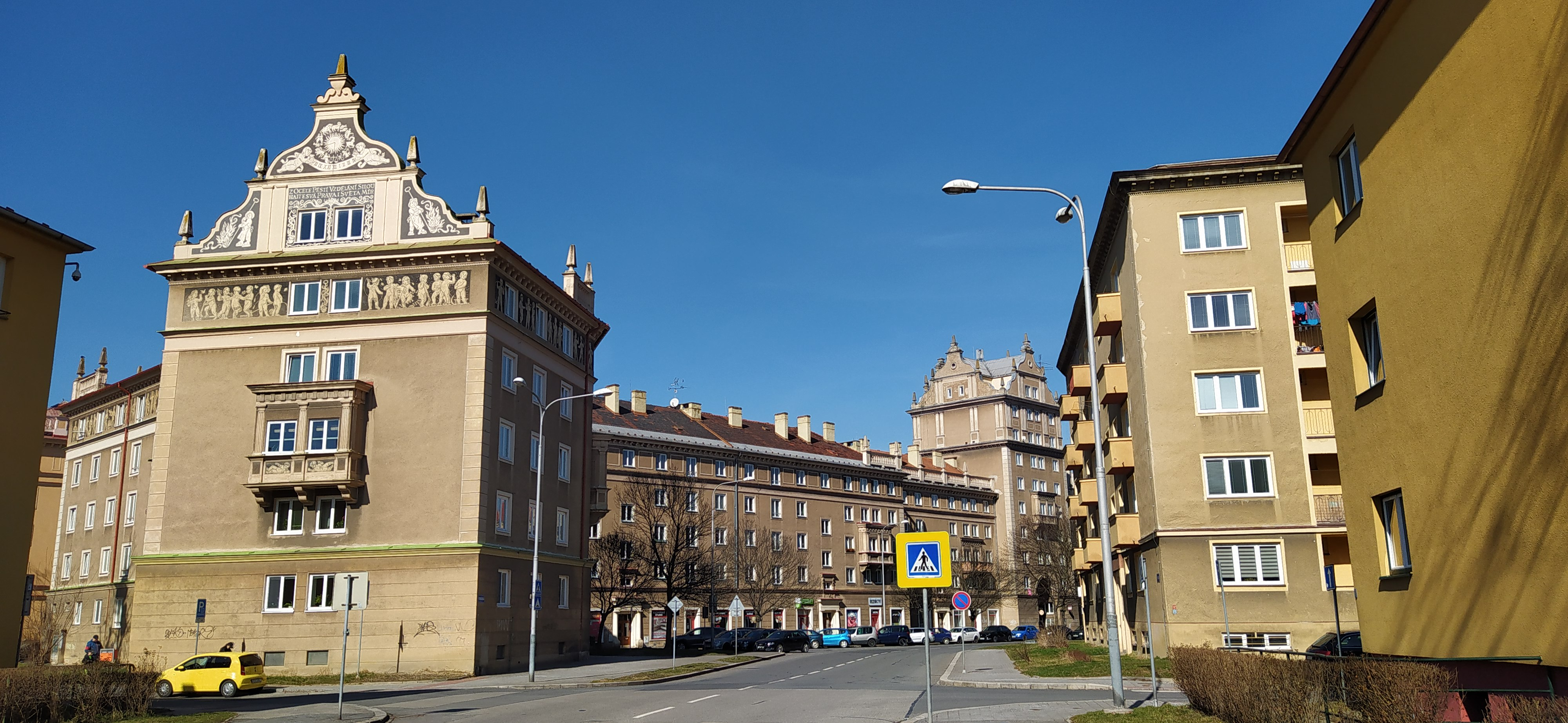
Ulice Porubská, Ostrava-Poruba
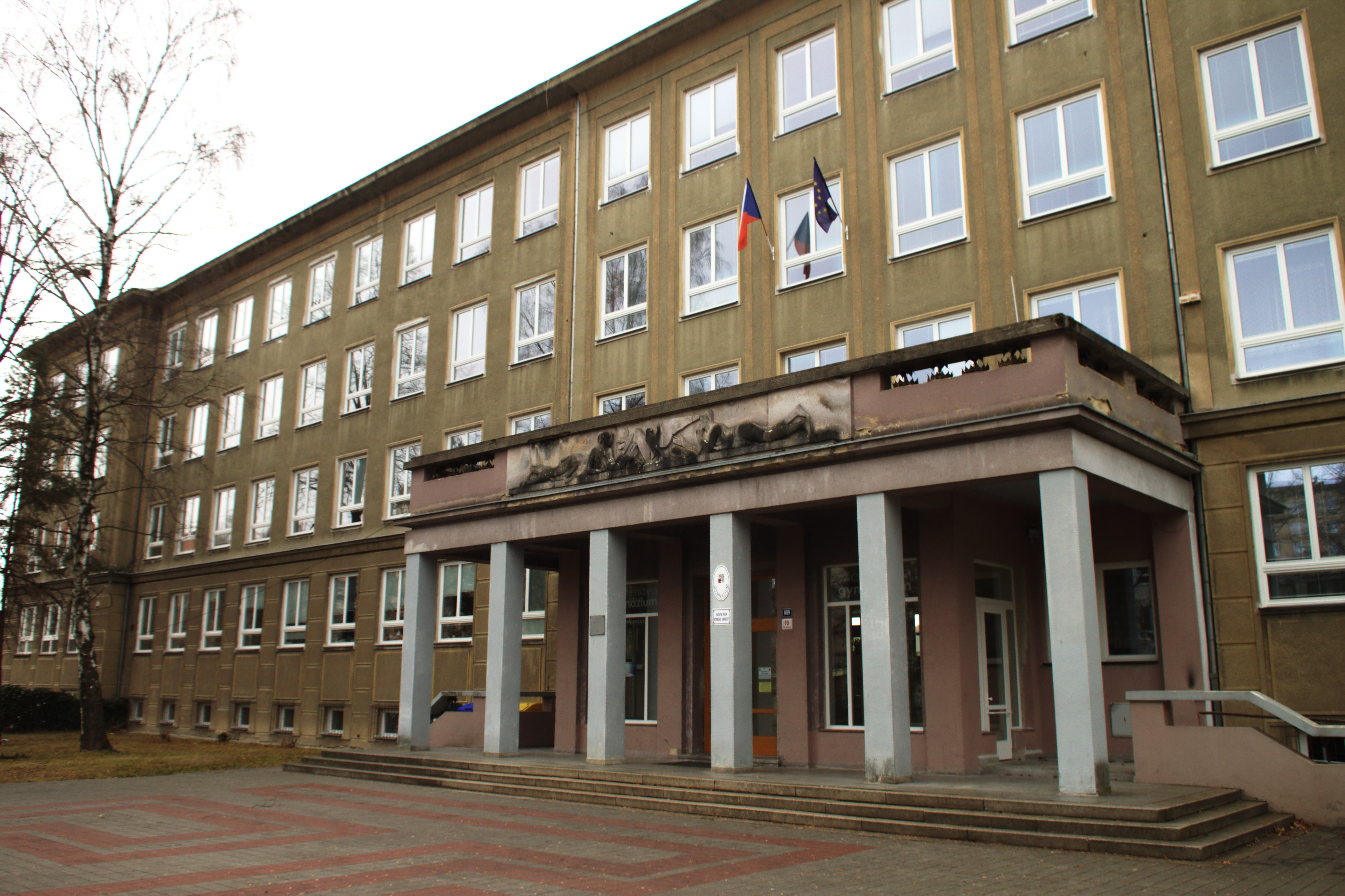
Wichterlovo gymnázium, Ostrava-Poruba
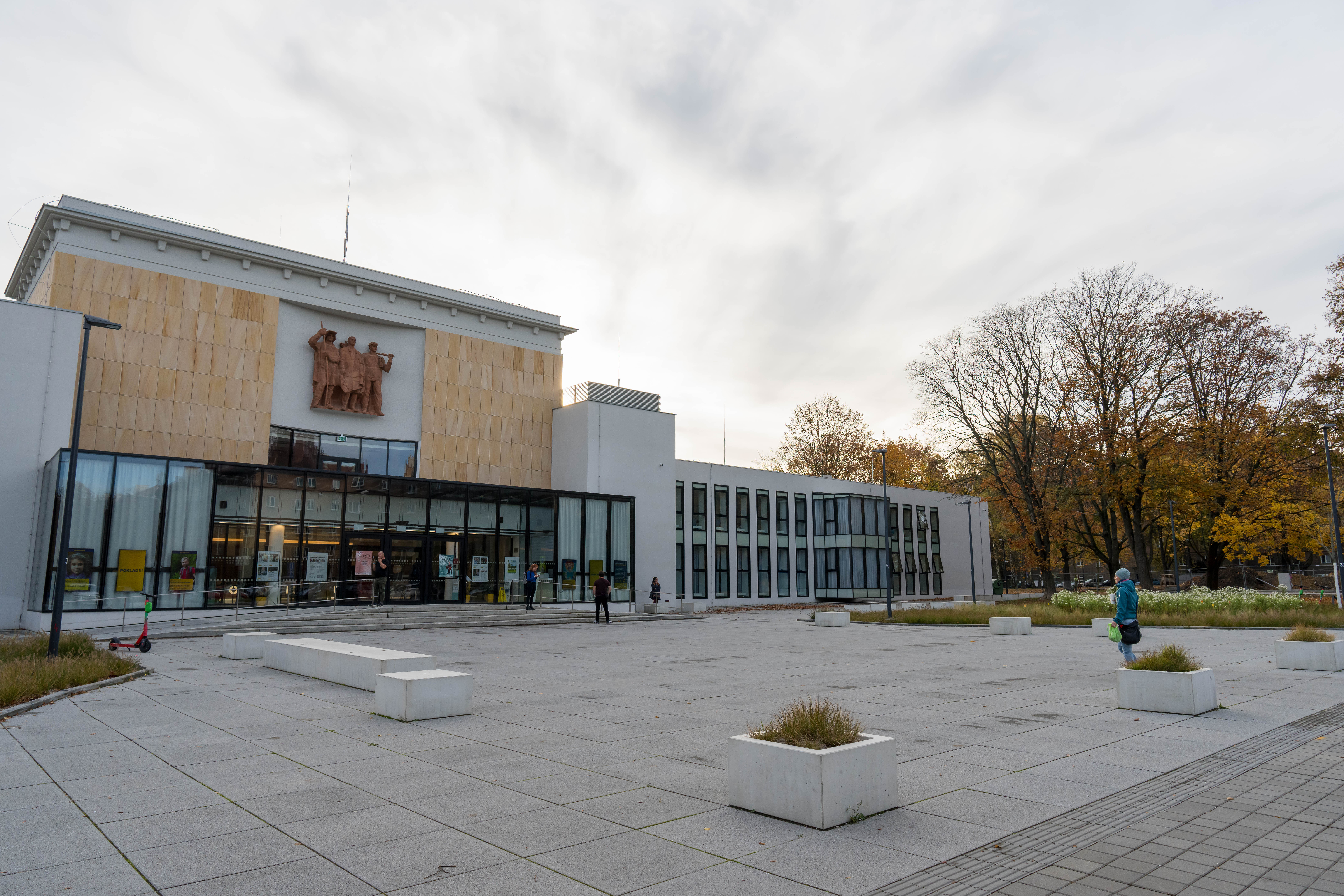
Dům kultury Poklad
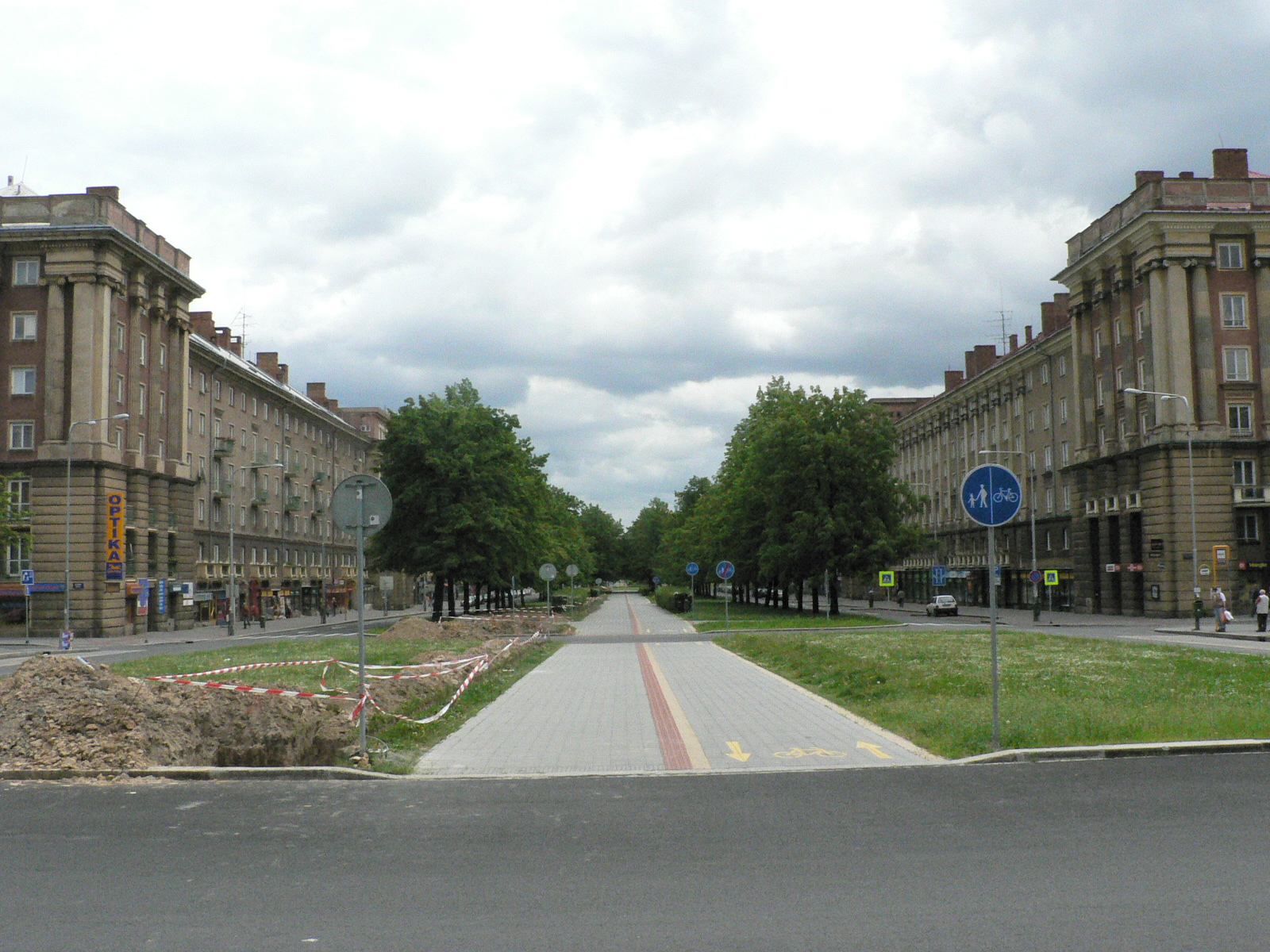
Hlavní třída, Ostrava-Poruba
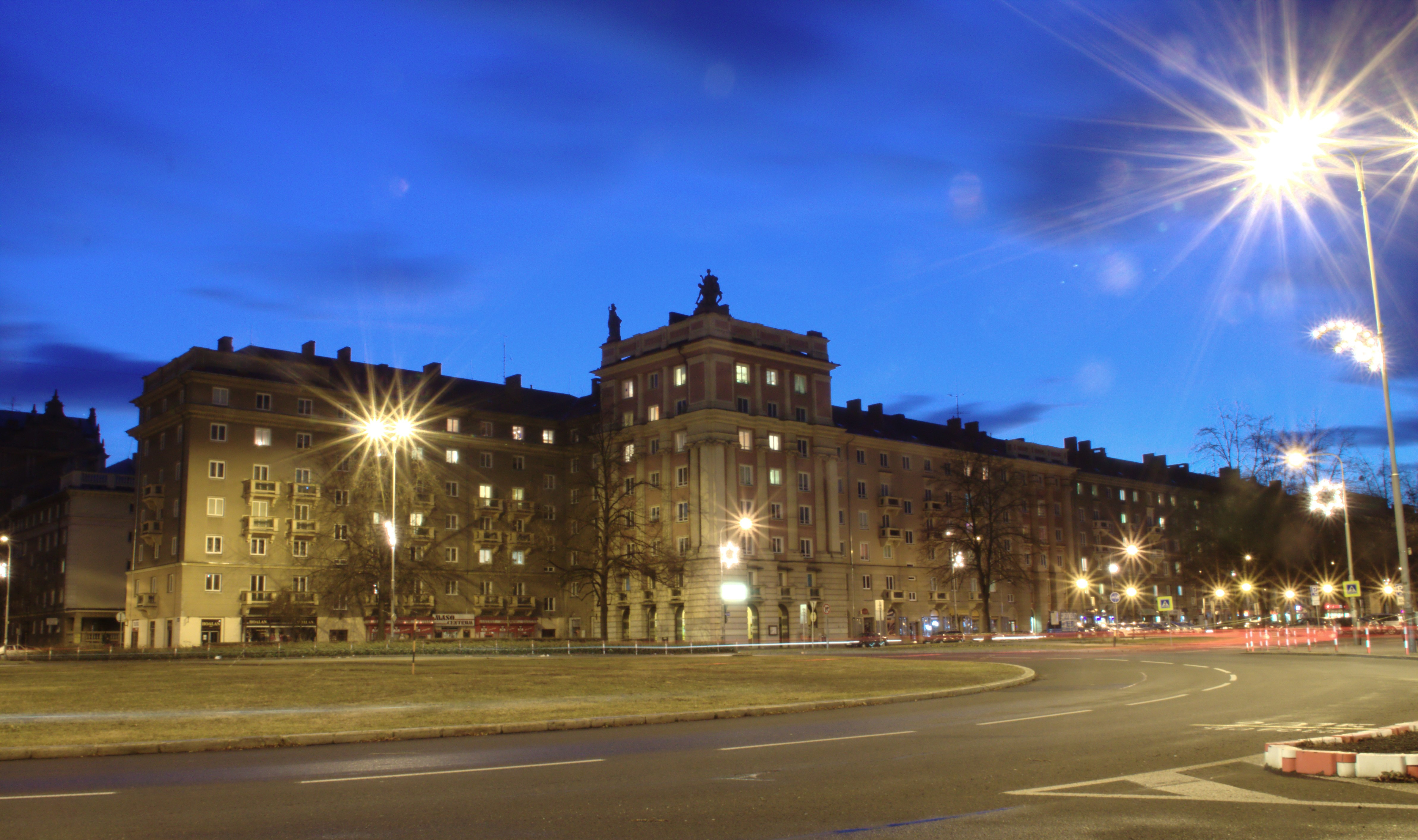
Hlavní třída, Ostrava-Poruba
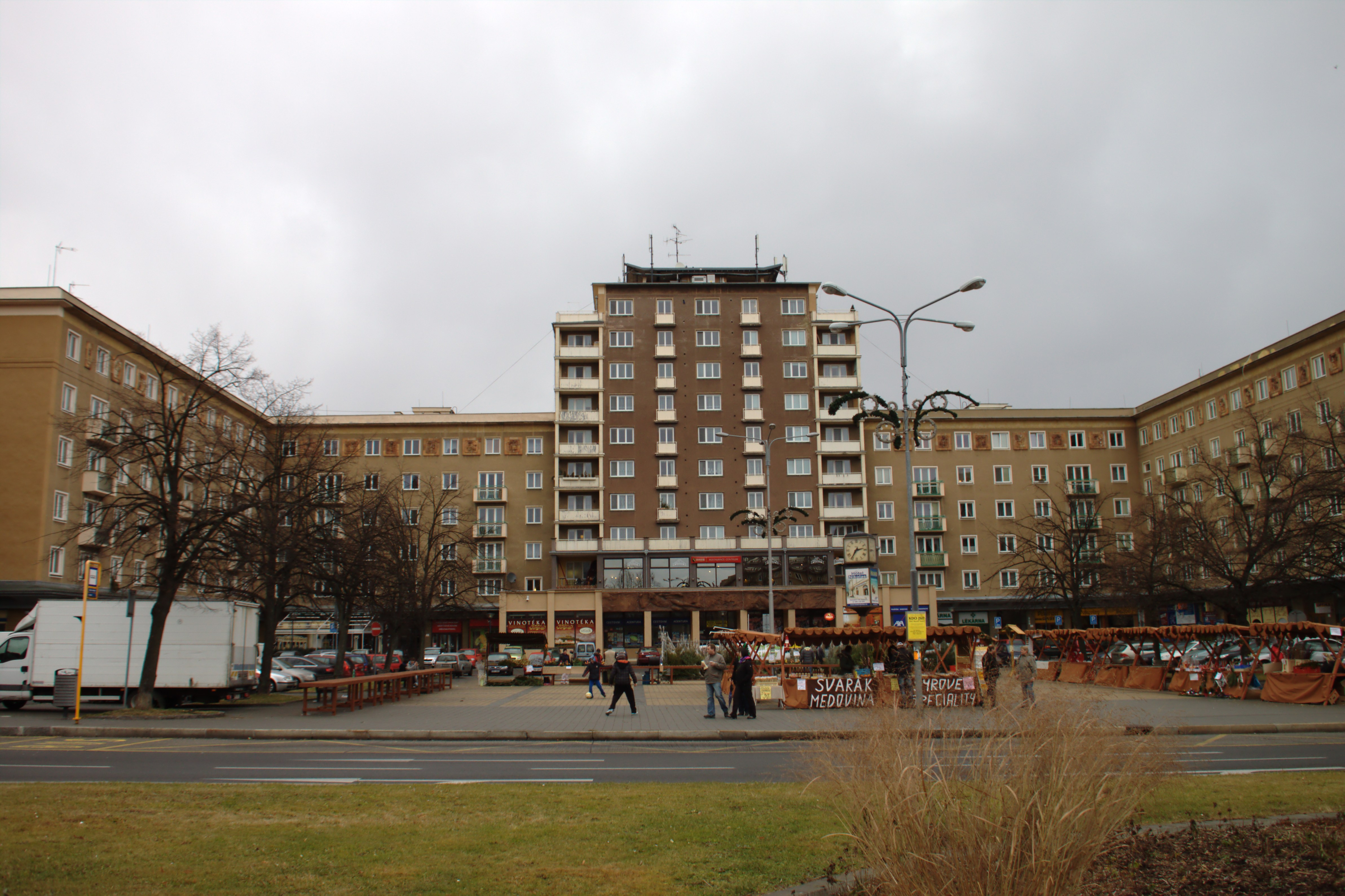
Alšovo náměstí, Ostrava-Poruba
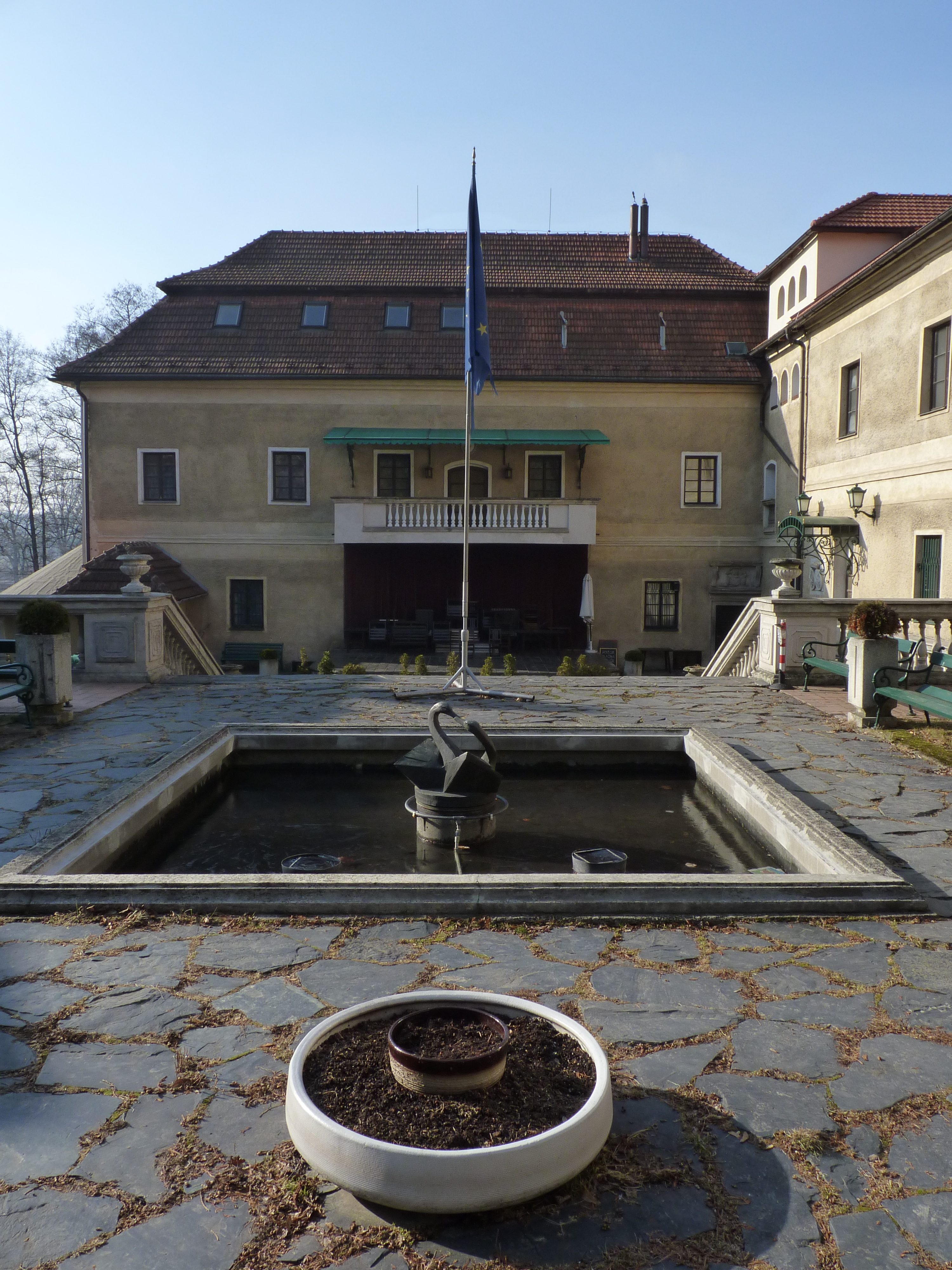
Zámek, Ostrava-Poruba